# Yuchi-Tempel-Stätte
Die Yuchi-Tempel-Stätte oder Yuchisi-Stätte (chinesisch 尉迟寺遗址, Pinyin Yùchí sì yízhǐ, englisch Yuchisi site / Yuchi Temple site, manchmal auch falsch als „Weichi Temple site“ usw. gelesen, s. Weblinks) ist eine neolithische Stätte der Dawenkou-Kultur nördlich des Flusses Huai He in der chinesischen Provinz Anhui. Sie wurde bei dem Dorf Biji (毕集村) der Großgemeinde Xuting (许町镇) des Kreises Mengcheng entdeckt und 1989–1995 vom Institut für Archäologie der Chinesischen Akademie der Sozialwissenschaften erforscht. Nach der C-14-Methode wird sie auf 2197–1957 v. Chr. datiert.
Die Analyse von dort ausgegrabenen Wassergefäßen und Behältnissen ergab, dass sie zur Herstellung und zum Trinken von alkoholischen Getränken verwendet wurden. Das chinesische Wort 酒,  jiǔ wird oft falsch mit „Wein“ (engl. wine) übersetzt.
Die Yuchi-Tempel-Stätte steht seit 2001 auf der Liste der Denkmäler der Volksrepublik China (5-46).